# Tano D'Amico
Tano D'Amico (Lipari, 29 de juliol de 1942) és un fotoperiodista italià.
De l'illa de Filicudi de naixement i romà d'adopció, col·laborà com a fotoperiodista professional amb il manifesto i La Repubblica. Ha realitzat reportatges sobre presons, manicomis, gitanos, i ha documentat les manifestacions a peu de carrer a partir de la dècada de 1960.
El 31 de març de 2017 va inaugurar una mostra temàtica, prop de la Torre del Castell dels Bisbes de Luni a Castelnuovo Magra, que portava per títol La lotta delle donne, i il·lustrava les batalles femenines des de la dècada de 1970 fins avui per a demostrar que res ha canviat en el camp de les lluites.
En relació als colors, convé destacar la seva elecció per a fer fotografies en blanc i negre, explicant que el color necessita de transformacions i canvis, adaptacions tècniques necessàries per a recolzar-lo.
És oncle del raper italià Dargen D'Amico.

## Mostres
- Cronache e storie della città futura, Roma, Mercats de Trajà, 12-21 abril 2002[4]
- È il '77, Roma, Museu de Roma al Trastevere, 5 abril 2007
- Donne, Bolonya, Museu Cívic Arqueològic, 25-29 setembre 2008
- Storie di donne, Milà, Palau de la Permanent, 13-15 març 2009
- Il movimento '77, Bolonya, Museu Cívic Arqueològic, 25-29 setembre 2009
- La lotta delle donne, Castelnuovo Magra, Torre del Castell dels Bisbes de Luni, 31 març-28 maig 2017[5]

## Publicacions
- Gli operai, le lotte, l'organizzazione. Analisi, materiali e documenti sulla lotta di classe nel 1973, a cura de la Commissione nazionale scuole quadri de Lotta continua, Roma, Edizioni Lotta Continua, 1973
- Ricordi, Roma, Farenheit 451, 1992, ISBN 978-88-86095-01-3
- Una storia di donne. Il movimento al femminile dal '70 agli anni no global, Napoli, Intra Moenia, 2003, ISBN 978-88-7421-014-5
- La dolce ala del dissenso. Figure e volti oltre i cliché della violenza, Napoli, Intra Moenia, 2004, ISBN 978-88-7421-043-5
- È il '77, Roma, Manifestolibri, 2007, ISBN 978-88-7285-498-3
- Volevamo solo cambiare il mondo, Napoli, Intramoenia, 2008, ISBN 978-88-95178-28-8
- Di cosa sono fatti i ricordi. Tempo e luce di un fotografo di strada, Roma, Postcart, 2011, ISBN 978-88-86795-66-1
- La lotta delle donne, a cura de l'Arxiu de la Resistència, pròleg de Maurizio Maggiani, Pisa, ETS, 2017, ISBN 978-88-467-4905-5

## Filmografia
- El fattore umano, direcció de Matteo Alemanno i Francesco Rossi, Itàlia, 2014, 70 min. Documental sobre les lluites socials a Itàlia explicades a través d'imatges i textos de Tano D'Amico.